# Aeroportul Sardeh Band
Aeroportul Sardeh Band (IATA: SBF, ICAO: OADS) este un aeroport din Provincia Ghazni, Afganistan ce deservește zona Band E Sardeh Dam⁠(d).
Situat la o altitudine de 2.116 m, aeroportul dispune de o singură pistă.